# Ulysses S. Grant
Ulysses S. Grant (tên khai sinh Hiram Ulysses Grant; /ˈhaɪrəm juːˈlɪsiːz/ HY-rəm yoo-LISS-eez; 27 tháng 4 năm 1822 – 23 tháng 7 năm 1885) là một sĩ quan quân đội và chính trị gia người Mỹ, tổng thống thứ 18 của Hoa Kỳ từ năm 1869 đến năm 1877. Với tư cách Tướng Tư lệnh, ông đã dẫn dắt Lục quân Liên bang đến thắng lợi trong cuộc Nội chiến Mỹ vào năm 1865 và sau đó giữ chức Bộ trưởng Chiến tranh Hoa Kỳ trong ngắn hạn. Sau này, khi trở thành Tổng thống, Grant là một nhà lãnh đạo dân quyền hiệu quả, ông đã ký ban hành dự luật thành lập Bộ Tư pháp và làm việc cùng với những người Cộng hòa cấp tiến để bảo vệ người Mỹ gốc Phi trong giai đoạn Tái thiết.
Sinh ra và lớn lên ở Ohio, Grant theo học tại West Point và tốt nghiệp năm 1843, sau đó tiếp tục phục vụ xuất sắc trong Chiến tranh Hoa Kỳ–México. Ông giải ngũ năm 1854, trở về cuộc sống dân sự trong tình cảnh nghèo khó. Vào năm 1861, ngay sau khi Nội chiến Mỹ bắt đầu, Grant gia nhập Lục quân Liên bang và nhanh chóng nổi lên trở thành một nhân vật quan trọng sau những chiến thắng ban đầu của Liên bang trên mặt trận miền Tây. Năm 1863, ông lãnh đạo chiến dịch Vicksburg, giành được quyền kiểm soát dòng sông Mississippi, gây tổn thất nghiêm trọng cho Liên minh miền Nam. Tổng thống Abraham Lincoln đã thăng ông lên hàm trung tướng sau chiến thắng tại Chattanooga. Trong vòng 13 tháng, Grant đã chiến đấu với Robert E. Lee trong Chiến dịch Overland gắn liền với thương vong lớn, kết thúc bằng việc bắt giữ quân đội của Lee tại Appomattox, tại đây ông chính thức đầu hàng Grant. Năm 1866, Tổng thống Andrew Johnson thăng Grant lên hàm Thống tướng Lục quân. Sau đó, Grant công khai đoạn tuyệt với Johnson về các chính sách Tái thiết. Là một anh hùng chiến tranh và với tinh thần trách nhiệm cao, Grant đã được Đảng Cộng hòa nhất trí đề cử và sau đó được bầu làm tổng thống vào năm 1868.
Trên cương vị tổng thống, Grant đã ổn định nền kinh tế quốc gia hậu chiến tranh, ủng hộ chính sách tái thiết của Quốc hội và phê chuẩn Tu chính án thứ mười lăm, đồng thời khẩn trương truy tố Ku Klux Klan. Dưới thời Grant, Liên bang đã được khôi phục hoàn toàn. Ông đã bổ nhiệm người Mỹ gốc Phi và người Mỹ gốc Do Thái vào các vị trí quan trọng trong chính quyền liên bang. Năm 1871, ông thành lập Ủy ban Dịch vụ Dân sự đầu tiên, đẩy mạnh hệ thống dịch vụ dân sự hơn bất kỳ vị tổng thống nào trước đây. Đảng Cộng hòa Tự do và Đảng Dân chủ đã thống nhất ủng hộ đối thủ của Grant trong cuộc bầu cử tổng thống năm 1872, nhưng ông đã tái đắc cử một cách dễ dàng. Cuộc khủng hoảng năm 1873 (Panic of 1873) đã đẩy đất nước vào tình trạng suy thoái kinh tế nghiêm trọng, dẫn đến việc Đảng Dân chủ giành được đa số ghế trong Hạ viện. Chính sách về người Mỹ bản địa của Grant là đồng hóa người da đỏ vào văn hóa Anh-Mỹ. Chính sách đối ngoại của ông chủ yếu là hòa bình, không có chiến tranh, và ông đã giải quyết khéo léo vụ tranh chấp Alabama với Vương quốc Anh. Tuy nhiên, việc ông cố gắng sáp nhập Santo Domingo đã bị Thượng viện bác bỏ. Chính quyền Grant thường được nhớ đến chủ yếu vì một số vụ bê bối, nhưng nghiên cứu hiện đại đã đánh giá tích cực hơn các cải cách viên mà ông bổ nhiệm và các vụ kiện tụng được tiến hành. Trong cuộc bầu cử tổng thống năm 1876 gây tranh cãi gay gắt, Grant đã đóng vai trò giúp Quốc hội thông qua một thỏa thuận hòa bình.
Sau khi rời Nhà Trắng, Grant thực hiện một chuyến công du vòng quanh thế giới, gặp gỡ nhiều nhân vật nổi tiếng và trở thành tổng thống đầu tiên đi vòng quanh thế giới. Năm 1880, ông thất bại trong việc giành được đề cử tổng thống của Đảng Cộng hòa cho nhiệm kỳ thứ ba. Vào năm cuối đời, đối mặt với những khó khăn nghiêm trọng về tài chính và qua đời vì bệnh ung thư vòm họng, Grant đã viết cuốn hồi ký của mình, được xuất bản sau khi ông từ trần và trở thành một thành công lớn về mặt phê bình và tài chính. Vào thời điểm qua đời, ông được tôn vinh như là biểu tượng của sự thống nhất quốc gia. Do huyền thoại "Lost Cause" được lan truyền bởi những người ủng hộ Liên minh miền Nam vào cuối thế kỷ 20, đánh giá lịch sử cũng như xếp hạng về Grant và nhiệm kỳ tổng thống của ông đã bị ảnh hưởng đáng kể trước khi chúng được khôi phục lại vào thế kỷ 21. Những người chỉ trích Grant có cái nhìn tiêu cực về việc quản lý kinh tế không hiệu quả và sự tham nhũng trong chính phủ của ông, trong khi những người ngưỡng mộ ông đã nhấn mạnh chính sách hòa bình với người Mỹ bản địa, thực hiện mạnh mẽ quyền dân sự và quyền bầu cử cho người Mỹ gốc Phi và bảo đảm miền Bắc và miền Nam là một quốc gia đoàn kết trong Liên bang.

## Tiểu sử
Lớn lên ở bang Ohio, chàng trai trẻ Grant sở hữu một tài năng thiên bẩm trong bộ môn cưỡi ngựa và điều này đã giúp anh rất nhiều trong sự nghiệp quân sự của mình. Ông được nhận vào học tại West Point và tốt nghiệp Học viện Quân sự này vào năm 1843. Trong chiến tranh Hoa Kỳ-Mexico, Grant đã cho mọi người thấy được ông là một người lính xuất chúng. Năm 1848, ông kết hôn với Julia Dent, và cùng với nhau họ có 4 người con. Grant đột ngột từ chức ở ủy ban quân đội vào năm 1854 và trở về sống trong sự nghèo khổ với gia đình của ông suốt 7 năm. Trong thời Nội chiến Hoa Kỳ, ông gia nhập quân đội Liên bang miền Bắc năm 1861 và chỉ huy chiến dịch Vicksburg. Ông đã giúp quân Liên bang giành quyền kiểm soát vùng sông Mississippi vào năm 1863. Sau khi giành thắng lợi trong chiến dịch Chattanooga, Tổng thống Abraham Lincoln phong ông chức Trung tướng. Trong suốt 13 tháng, ông đã đối đầu với Robert E. Lee trong hai chiến dịch đẫm máu là Overland và Richmond-Petersburg. Vào ngày 9 tháng 4 năm 1865, Lee đã phải đầu hàng quân của Grant tại vùng Appomattox. Một tuần sau đó, khi Lincoln bị ám sát, và Phó Tổng thống Andrew Johnson lên thay, vị tân Tổng thống đã đề Grant làm Thống tướng Lục quân Hoa Kỳ vào năm 1866. Tuy nhiên, sau này Grant lại công khai đối lập với Johnson trong các chính sách Tái thiết. Ông dùng những đạo luật được Quốc hội thông qua mặc cho sự phủ quyết của Tổng thống Johnson để bảo đảm quyền công dân cho những người gốc Phi từng làm nô lệ trước đây.

## Binh nghiệp

Quân hàm Thống tướng Lục quân (thời nội chiến Thống tướng chỉ có 4 sao) của Grant 1866-1869

Ngày 13 tháng 3 năm 1861, Tổng thống Abraham Lincoln phong Grant cấp bậc Trung tướng (tiếng Anh: Lieutenant General) với quân hàm mang 3 sao. Đây là cấp bậc cao nhất của quân đội Liên bang thời bấy giờ và Grant vị tướng đầu tiên thụ phong. Cấp bậc này được Quốc hội thông qua ngày 2 tháng 3 năm 1864.
Sau nội chiến, một lần nữa ông được thụ phong một cấp bậc mới vừa đặt ra vào ngày 25 tháng 7 năm 1880, Thống tướng Lục quân, lúc bấy giờ mang 4 sao.

## Tổng thống Hoa Kỳ (1869-1877)
Grant là một anh hùng dân tộc và cũng là một chính trị gia bất đắc dĩ khi ông được Đảng Cộng hòa chọn ứng cử chức Tổng thống trong cuộc bầu cử năm 1868 và cuối cùng chiến thắng. Với cương vị Tổng thống, ông đã ổn định kinh tế quốc gia sau chiến tranh, cũng như thành lập Bộ Tư pháp Hoa Kỳ, và truy tố nhóm cực đoan Ku Kux Klan. Ông bổ nhiệm những người Mỹ gốc phi và gốc Do Thái cho các chức vụ quan trọng ở chính phủ liên bang. Năm 1871, ông thành lập Ủy ban Công vụ Hoa Kỳ. Những đảng viên Cộng hòa Tự do và Dân chủ đã đứng sau ủng hộ cho đối thủ của Grant trong cuộc bầu cử Tổng thống năm 1872, nhưng Grant đã thuận lợi giành thắng lợi trong năm đó. Các chính sách của Grant liên quan đến người da đỏ gặt hái được nhiều thành công đồng thời cũng vấp phải thất bại. Trong việc đối ngoại, chính quyền Grant đã giải quyết ổn thỏa vụ đòi bồi thường Alabama từ Anh nhưng lại gặp rắc rối khi muốn sáp nhập Cộng hòa Dominica ở vùng biển Caribe vào lãnh thổ Hoa Kỳ. Trong thời của Grant, tham nhũng trong chính quyền nhánh hành pháp đã tạo nên nhiều tai tiếng, và nhiều thành viên Nội các hoặc quan chức được Grant bổ nhiệm đã bị sa thải hoặc xin từ chức. Cuộc Khủng hoảng năm 1873 đã khiến kinh tế quốc gia suy thoái nghiêm trọng và điều này đã tạo cơ hội cho Đảng Dân chủ lên kiểm soát phần lớn Hạ viện Hoa Kỳ. Khi cuộc bầu cử Tổng thống năm 1876 gặp đầy tranh cãi, Grant đã tạo điều kiện cho Quốc hội phê chuẩn một thảo hiệp giúp xoa dịu tình hình.

## Đời tư
Cháu nội ông là Ulysses Simpson Grant III (1881–1968) cũng là một tướng lĩnh Hoa Kỳ với quân hàm Thiếu tướng công binh.

## Nội chiến Hoa Kỳ
Danh tiếng của tướng Grant bắt đầu nổi năm 1862 khi ông chỉ huy cuộc tấn công và hạ được hai đồn Henry và Donelson của quân miền Nam. Năm sau, ông chiến thắng vẻ vang tại Vicksburg, tạo thế an toàn dọc sông Mississippi cho quân miền Bắc, lúc bấy giờ cũng đã chiến thắng tại Gettysburg; và đẩy quân miền Nam từ thế thắng sang thế thua. Năm 1864 khi được cử làm chỉ huy trưởng quân đội miền Bắc, tướng Grant mở nhiều cuộc tấn công liên tiếp gây thiệt hại cho quân miền Nam. Cuộc Nội chiến Hoa Kỳ chấm dứt khi tướng Grant chấp nhận tướng Robert E. Lee của quân miền Nam ra đầu hàng tại tòa án vùng Appomattox. Sử gia J.F.C. Fuller mô tả Grant là "tướng giỏi nhất ở lứa tuổi của ông, và là tay chiến thuật giỏi nhất của bất cứ lứa tuổi nào". Kỹ thuật dụng binh của tướng Grant trong trận Vicksburg được nhiều quân sự gia dùng để nghiên cứu và giáo huấn sĩ quan.

## Hậu nhiệm kỳ

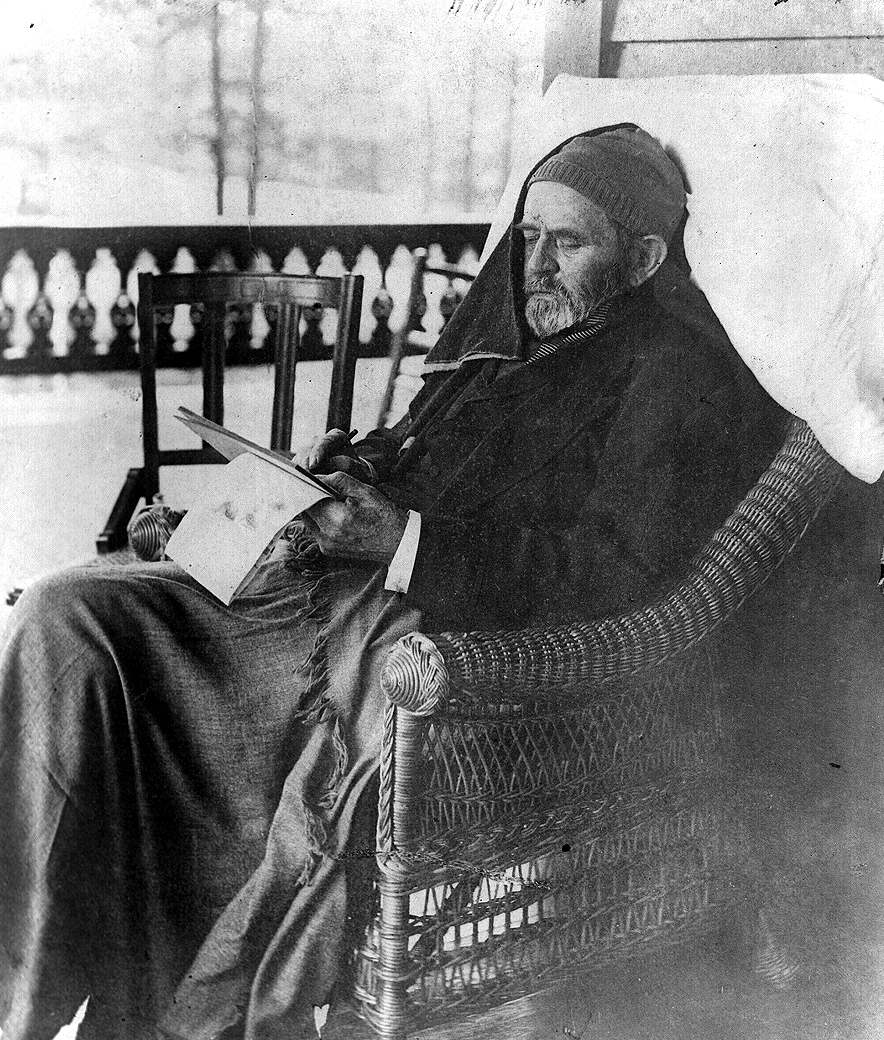
Grant năm 1885 khoảng 1 tháng trước khi ông qua đời

Năm 1880, Grant đã không thành công khi cố gắng có được sự đề cử của Đảng Cộng hòa cho nhiệm kỳ Tổng thống lần thứ 3. Sau khi đã nghỉ hưu, Grant là vị Tổng thống đầu tiên đi vòng quanh thế giới và có nhiều cuộc hội đàm với các nhà lãnh đạo nước ngoài. Sau đó, ông bị phá sản vì đầu tư thất bại và mắc bệnh ung thư cổ họng. Trong những năm cuối của cuộc đời mình, ông đã viết một cuốn hồi ký về cuộc đời của mình, cuốn sách này rất phổ biến trong giới quân binh, sử gia và bình luận gia. Cuốn sách này có lẽ là một trong những thành công rực rỡ nhất của Grant khi được nhiều người đón nhận đồng thời cũng giúp gia đình ông về vấn đề tài chính. Khi ông qua đời, mọi người nhớ đến ông như là một biểu tượng của sự đoàn kết dân tộc. Tại đám tang của ông, những vị tướng của phe Liên bang miền bắc cũng như cựu tướng của Liên minh Miền Nam đều giúp khiêng quan tài của ông.

## Đánh giá
Có nhiều ý kiến khác nhau khi đánh giá lịch sử về di sản của Grant. Nhiều nhà sử học đã công nhận ông là một thiên tài quân sự, và lối đánh hiện đại của ông trên chiến trường được đề cập trong nhiều sách lịch sử quân sự thời nay. Grant được đánh giá là một trong những vị Tổng thống tệ nhất trong bảng xếp hạng Tổng thống ở thế kỷ 20 vì những vụ bê bối tham nhũng của các quan chức cấp cao ông từng bổ nhiệm và các trợ lý quân sự ở Nhà Trắng, Grant mang tiếng xấu là đã thả lỏng hoặc che chở cho những kẻ tham nhũng hối lộ trong chính giới Hoa Kỳ thời bấy giờ. Tuy nhiên, các nhà sử học thế kỷ 21 lại đề cao những thành tựu của Grant trong việc giải quyết vụ bồi thường Alabama, bảo vệ cho người da đen, đưa chứng cớ những công sức ông đã cống hiến cho phát triển về nhân quyền và dân quyền với người Mỹ gốc Phi và người thổ dân, và thành lập Ủy ban Công vụ đầu tiên. Tuy là một vị Tổng thống kiên cường, ông đã đã thất bại trong những thử thách khó khăn của việc khiến cho toàn dân chấp nhận những nỗ lực của ông trong thời Tái thiết.